# Becsapódási esemény

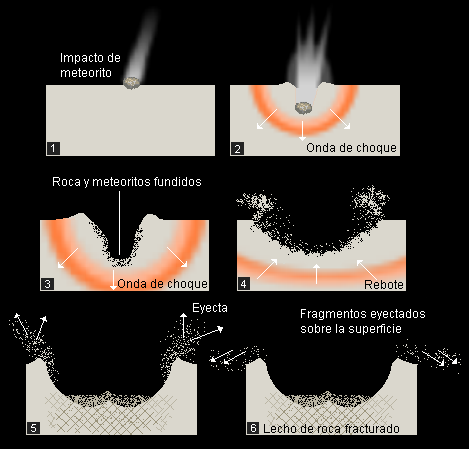
A becsapódás folyamata, képekben

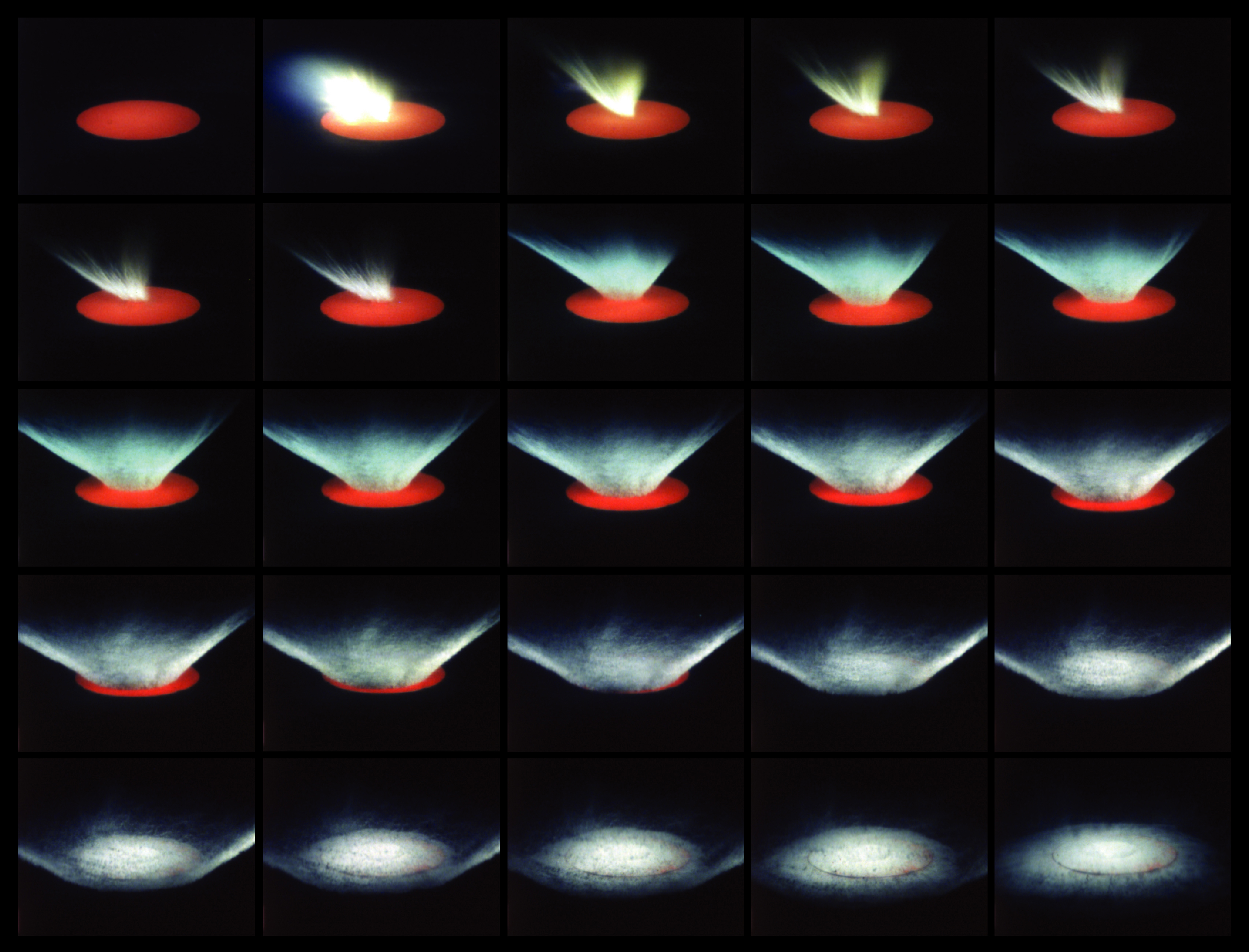
A becsapódás folyamata, képekben

Becsapódási eseménynek, vagy egyszerűen becsapódásnak nevezzük az égitestek ütközését, leggyakrabban meteorok, kisbolygók, üstökösök nagyobb égitesteknek való ütközését értve alatta. Az ütközés során létrejövő mélyedés a becsapódási kráter.

## A becsapódás folyamata
A becsapódási kráterek monogenetikus szerkezetek, azaz képződésük egyszeri esemény. (A krátert a későbbiekben számos folyamat módosítja.) A becsapódás folyamatát általában három részre különítik el: érintkezés/összenyomás (contact/compression), kivájás (excavation) és átalakulás (modification). A kivájás során létrejövő tranziens (átmeneti) kráter mindig tál alakú: a kráterek megfigyelhető morfológiája a tranziens kráter átalakulásával (összeomlás, központi csúcs kiemelkedés stb.) jön létre. A kráter végül megfigyelhető alakját ezután további folyamatok (erózió, feltöltődés stb.) alakítják. A folyamatok kísérő jelenségei (pl. alapi torlóár, porhullás) a vulkánkitöréseknél illetve mesterséges robbantásoknál is megfigyelhetők.

### Érintkezés/összenyomás – a becsapódó test hatása
A test hatása sebessége négyzetétől és tömegétől függ ({\displaystyle E={\frac {1}{2}}m\cdot v^{2}}). A test általában planetocentrikus pályáról kisebb (12–20 km/s), heliocentrikus pályáról nagyobb (max. 72 km/s) sebességgel csapódik be egy bolygótestbe. Ha „szemből” érkezik, nagyobb, ha „hátulról” éri utol a céltestet, kisebb relatív sebességgel csapódik be. A Föld esetében például a felszínre merőlegesen érkező meteorikus test néhány (1–2) másodperc alatt áthasít a légkörön. A kisebb, lefékeződő vagy nem merőlegesen érkező test maximum néhány percet tartózkodik a légkörben (és esetleg a légkörön, a felszínnel párhuzamosan áthaladva végül újra eltávozik). A test felszínt érése után átmérőjének megfelelő mélységbe hatol szilikátos kőzetben (vízben körülbelül átmérője 3–4-szeresére), amely lefékezi, és eközben adja át mozgási energiáját a keletkező lökéshullám formájában a közegnek. A teljes fékezés mindössze pár századmásodperc alatt megtörténik. A mozgási energia ennyi idő alatt alakul át hővé és a lökéshullám energiájává. A pillanatok alatt, igen kis helyen koncentráltan felszabaduló energia nagyságrendileg hasonló a Földön egy év alatt minden földrengésben és vulkáni tevékenységben felszabaduló energiához.
A becsapódó test sebessége általában nagyobb, mint a helyi hangsebesség, ezért az energia nem tud szabadon szétterjedni, és egy lökéshullámfrontot alkotva koncentrálódik közvetlenül a becsapódó test előtt. Ezért a legtöbb kráter kör alakú lesz, függetlenül a becsapódás szögétől, a nagyon lapos szögű becsapódás esetét leszámítva. A kráter alakját az alapkőzet is befolyásolja.
A becsapódás kőzetet összenyomó (kompressziós) lökéshulláma elhaladása után a nyomás alatt lévő kőzetből a nyomás az úgynevezett dekompressziós lökéshullám (rarefaction/release wave vagy dilatációs hullám) segítségével szabadul fel (visszapattan). Ez a lökéshullám a becsapódó testre is visszahat: hatására az (is) megolvad, illetve elpárolog. A becsapódó test és a célkőzet elpárolgott anyaga gőzfelhőként jelenik meg a kráter felett. A becsapódástól távolodva, nagyjából a krátersánc közelében a felszín anyagában terjedő lökéshullám nyomása – ahogy mind nagyobb felületen terjed szét – a becsapódás központi 100 GPa-ról (sebessége 20–30 km/s-ről) 1–2 GPa-ra csökken, és ezzel „hagyományos” szeizmikus lökéshullámként terjed tovább, melynek sebessége a hangsebességgel egyenlő (a kőzetben 5–8 km/s). A becsapódás központjában a hőmérséklet meghaladhatja a 3000 °C-ot. A központban az anyag elpárolog, távolabb megolvad. Vízjégből felépülő kőzet esetén ilyenkor vízgőz és víz keletkezik.
Ebben a fázisban keletkeznek a nagy sebességű jetek, melyek a becsapódás sebességének akár a háromszorosával, sugarasan dobják ki a sokkhatást szenvedett törmeléket.
A távolabbi kőzetdeformációkat, töréseket, földcsuszamlásokat stb. már ez a szeizmikus típusú, azaz a földrengésekkor is előforduló szeizmikus lökéshullám hozza létre, így később a belső folyamatokétól nehéz elkülöníteni hatásukat.
Az érintkezés/összenyomás fázisa a legnagyobb becsapódásoknál is csak néhány másodpercig tart. Amíg a lökéshullám eléri a becsapódó test felszíntől távolabbi oldalát, körülbelül addig tart, ameddig a becsapódó test eredeti sebességével a méretének megfelelő távolságot tesz meg. Ez egy 50 km-es 25 km/s-el mozgó test esetén is csak 2 másodperc. Körülbelül néhányszor ennyi időbe telik, amíg a dekompressziós hullám eléri a becsapódó test elejét. Ezután a becsapódó test már nem játszik szerepet a kráter kialakulásában, csak az általa keltett lökéshullám.

### Kivájás: A tranziens kráter növekedése (transient cavity/crater).
A lökéshullám hatására az anyag a lökéshullám központjától távolodni fog. Amikor a lökéshullám energiája elfogy (az eredeti nyomás visszaáll), az anyag még mindig mozog. A tranziens kráter kinyílása a dekompressziós lökéshullám hatására jön létre. Ez a lökéshullám már hangsebességgel halad, és nem okoz irreverzibilis változásokat (sokkhatást), mint a becsapódás kompressziós lökéshulláma.
A becsapódás energiája az anyagot mozgatva a gravitáció és a súrlódás legyőzésére fordítódik. Így a robbanás energiája mellett ettől a két paramétertől függ a végső kráterátmérő.
A tranziens kráter a becsapódás energiájától függetlenül hasonló (tál vagy félgömb) alakú, és csak a későbbi folyamatokban veszi fel a „méretének megfelelő” morfológiát. A tranziens kráter mérete szoros összefüggésben van a felszabaduló energia nagyságával; a végső kráterméretet azonban a helyi földtani és gravitációs viszonyok is befolyásolják (például a kráterfal suvadása). A tranziens kráterből távozó anyag mennyiségét valószínűleg elhanyagolhatóan kis mértékben befolyásolja a helyi gravitáció, mivel ebben a robbanás energiája a döntő tényező.
A kidobás sebessége elérheti az égitest szökési sebességét is, így az anyag egy része végleg eltávozhat az égitestről. Így jutottak a Földre a Holdról és a Marsról (például az SNC-) meteoritek. A kidobással apró élőlények (elsősorban mikroorganizmusok) is a világűrbe juthatnak, így a meteoritok becsapódása hozzájárulhat az élet egyik égitestről a másikra terjedéséhez, a pánspermiához.
A kivájást a dekompressziós lökéshullám és az alapkőzet kölcsönhatása kelti. Ennek központja a kőzettestben ott van, ameddig a lövedék behatolt. A nagy nyomás alá került kőzet dekompressziós lökéshullám formájában visszapattan (elastic rebound), nagy, medence-formáló becsapódás esetén akár a köpeny felső részének mélységéből is, annak anyagát maga után „húzva”.
Az anyag oldalra és felfelé lökődik, de csak felfelé tud eltávozni. A lökéshullám energiája mozgási energiává alakulva, szimmetrikus anyagkiáramlást (excavation flow) hoz létre. (Ez lassabb, mint az összenyomás fázisában kilökött jetek.) A kráter kinyílásakor az anyagáramlás sebessége néhány km/s a kilökés zónájában (ejection zone). Ez a folyamat hamar kialakítja a tranziens, tál alakú krátert.
Részben elmozdítással, részben kidobással kialakul a krátersánc, mely a törmelékgyűrű legvastagabb (legmagasabb) része. Légkör esetén a légköri súrlódás miatt a kilökési zónából távozott legnagyobb darabok (megablokkok) közelebb, a lebegtetés miatt a kisebbek távolabb jutnak el (allochton – eredeti helyükről elkerülő – kőzetek).
A kráter aljzata alatt található az áthelyeződési zóna (displace zone), ahol az anyag a lökéshullám hatására sugárirányban elfelé próbált mozogni; a felszínt azonban nem érte el. Ezek a parautochton kőzetek, melyek a kráter mélyét alkotják. A szomszédos kőzetek egymáshoz képest hasonlóképpen, de kis távolságra mozdulnak el, innen a parautochton (nagyjából helyben maradó) elnevezés. A kőzet nem töredezik szét teljesen, inkább deformálódik, és lefelé mozogva összetömörödik, illetve komplex kráterek közepén visszapattanva kiemelkedik, a nagyfokú tömörödés után felszabadulva a lökéshullám alól.
A kőzetek kráterközépi tartománya (a becsapódáskori nyomástól függően) tartalmazhat nyomáskúpokat. A tranziens kráter mélysége az áthelyeződési zóna legmélyebb pontjáig tart, ahonnan tehát már nem távozott az anyag (mélység:átmérő aránya 1:4-1:3). A tranziens kráter legnagyobb mélységének elérése után még tovább szélesedik: lefelé már nem tud tovább tömörödni az anyag, oldalra azonban még növekedhet tömörítéssel és az anyag kidobásával. Ekkor már elég nagy energiájú becsapódás esetén megindult a központi csúcs kiemelkedése is.
Egy idő után a lökéshullám energiája annyira lecsökken, hogy már nem képes kilökni több anyagot. Ebben az egyensúlyi pillanatban ér véget a kivájás fázisa. Ez 1 kilométeres kráternél körülbelül 6 másodpercig; 200 kilométeresnél mintegy 90 másodpercig tart. Miután a tranziens kráter elérte legnagyobb szélességét, a lökéshullámok kisebb (<1 GPa) nyomású hullámokká szelídülnek, innentől már a lökéshullám sem befolyásolja a kráterfejlődést.
A kivájás végeztéig a becsapódó test átadta energiáját a kőzetnek. Az energia függvényében létrejött egy adott méretű „standard formájú” tranziens kráter. Vagyis: a tranziens kráter alakját sem átmérője, sem a becsapódás sebessége, a felszíni gravitáció vagy a felszín anyagának tulajdonságai nem befolyásolják jelentősen (a becsapódás szöge is csak extrém esetben számít). A kráterek változatos formakincsét az ezután következő folyamatok hozzák létre.

### Átalakulás – a gravitáció és a kőzet hatása
A tranziens krátert a gravitáció és a kőzet mechanikai elváltozásai módosítják. Az átalakulási fázis első része akkor ér véget, mikor a törmelék már nem hullik tovább. A tranziens kráter pereme beomolhat, a tranziens kráter túl meredek lejtői lesuvadhatnak, és a visszahulló anyag is részben (akár felerészben) feltöltheti a kráter mélyedését. A kráterfal összeomlása, a kráter részleges betemetése tehát a gravitáció hatására jön létre (kis nehézkedési erőnél még nagyobb kráternél is „kitart” a perem).
Az összeomlás, későbbi izosztatikus kiegyenlítődés, tömegmozgások, erózió, üledéklerakódás és későbbi becsapódások azonban tovább alakítják a krátert.
Modellszámítások alapján egy 10–20 kilométeres kráter esetén az egész folyamat maximum 10 percig tart. A megfigyelések szerint jeges égitesteken a csuszamlások csak csekély szerepet játszanak a kráter utólagos átalakításában. A későbbiekben itt a kráter domborzatának relaxációja (kiegyenlítődése) is alakítja a morfológiát. Az átalakulás folyamatait lásd a megfelelő fejezetekben (egyszerű, komplex kráter, többgyűrűs medencék)!
A fenti folyamatsor a kráter kialakulását írja le laborvizsgálatok, modellszámítások és katonai robbantási kísérletek megfigyelései alapján. Kevéssé foglalkozik a becsapódást kísérő egyéb egyidejű jelenségekkel (torlóárak, hamuszórás stb.), melyekről – megfigyelt példa híján – kevés ismeretünk van. Ezen jelenségek, akárcsak a törmelékterítő jellegzetességei, a jelenlegi, kisebb nagyságrendű krátereket létrehozó laboratóriumi kísérletekben nem rekonstruálhatók megfelelően.